# Efeito Tetris

Captura de tela do jogo Tetromino. Pessoas que dedicam longos períodos a desafios eletrônicos podem ver imagens como esta se movendo na borda de seu campo visual quando fecham os olhos ou ao adormecer.

O efeito Tetris (também chamada de síndrome do Tetris) acontece quando uma pessoa dedica muito tempo e atenção a uma atividade, alterando assim seus pensamentos, imagem mental, e sonhos. O nome vem do video game Tetris.
Pessoas que jogarem Tetris por muito tempo poderão perceber que estão pensando em diferentes maneiras que certos objetos e formas se encaixam na vida real, como por exemplo caixas em supermercados ou edifícios na rua. Eles poderão também ver tetraminós caindo enquanto tentam dormir ou ver imagens de tetraminós quando fecham os olhos.

## Outros exemplos
O efeito Tetris pode ocorrer com outros jogos eletrônicos. Também se observou que pode ocorrer com jogos não eletrônicos, como ver linhas curvas depois de jogar quebra-cabeça, ou a visualização dos algoritmos do Cubo de Rubik.
A facilidade em caminhar em uma embarcação em movimento também é uma forma de efeito Tetris.  Uma pessoa ao andar em terra firme após passar um longo período em alto mar pode sentir movimentos ilusórios, por ter se acostumado com a constante necessidade de se ajustar com os movimentos da embarcação.
Programação de computadores também pode causar sonhos sobre tal. Alguns matemáticos já relataram sonhar com números ou equações, como Srinivasa Ramanujan.